# Страдателен залог
Страдателен залог е граматически залог, който показва, че глаголното лице търпи, а не извършва глаголното действие; тоест логическият вършител на действието не съвпада с граматическия.
Пример: Детето беше похвалено от майката.
Подлогът е детето, като то не върши, а търпи действието:
детето не хвали никого; обратно, някой друг (майката) хвали детето.

## Страдателен залог в българския език
В българския език има два начина за съставяне на изрази в страдателен залог:
1) Възвратно-страдателни форми. Образуват се от глагол с добавяне на частицата се, например пише се, носи се и т.н.

Пример за страдателна форма: Писмото се пише от секретарката.
 Същото изречение в деятелен залог: Секретарката пише писмото.
Възвратно-страдателните изрази нямат възвратен смисъл, тоест те са възвратни само по форма. Затова понякога се получават двусмислени изрази, които могат да се изтълкуват само като се вземе предвид контекстът.
 Пример:
– Деятелен залог с възвратно значение: Хората се мият всяка сутрин. 
– Страдателен залог с невъзвратно значение: Бреговете на тая земя се мият от три морета.
2) Причастно-страдателни форми. Образуват се от спомагателния глагол съм и миналото страдателно причастие на пълнозначния глагол, например беше написано, съм наказан и т.н.

Пример за страдателна форма: Бях излекуван от доктор Иванов.
 Същото изречение в деятелен залог: Излекува ме доктор Иванов.
Поначало страдателен залог се образува от преходни глаголи, тъй като предметите, които са техни обекти в деятелен залог, стават граматически вършители в страдателен залог. В действителност страдателен залог може да се образува и от непреходни глаголи:
 Тук не се спи!
 В това легло е спано.
 В тези случаи изречението е безлично (липсва подлог), затова сказуемото е в 3 л. ед.ч.
За образуване на форми за страдателен залог в минало свършено време са били използвани особени форми на глагола съм:
 бидох, биде, биде, бидохме, бидохте, бидоха.
 Тези форми понастоящем се схващат като остарели, затова не се употребяват (заместени са от обикновените форми за минало време: бях, бе(ше), бе(ше), бяхме, бяхте, бяха). Архаичните форми са били използвани за избягване на двусмислие.
 Пример:
- Страдателен залог: Когато влязохме в съда, свидетелите бидоха доведени.
Деятелен залог: Когато влязохме в съда, доведоха свидетелите.
Това значи, че някой е довел свидетелите след нашето влизане в съда.
- Страдателен залог: Когато влязохме в съда, свидетелите бяха доведени.
Деятелен залог: Когато влязохме в съда, бяха довели свидетелите.
Това значи, че някой е бил довел свидетелите преди нашето влизане в съда.

В съвременния български език не се използват форми като бидоха доведени; вместо тях се употребяват формите от вида бяха доведени въпреки двусмислието, което създават.